# Nakayama Sohei
Nakayama Sohei (japanisch 中山 素平; geboren 5. März 1906 in Tokio; gestorben 19. November 2005 daselbst) war ein japanischer Bankmanager. Wegen seiner vielfältigen Aktivitäten wurde er auch „Zaikai no Kurama Tengū“ genannt.

## Leben und Wirken
Nakayama Sohei machte 1929 seinen Studienabschluss im Fach Handelswissenschaften an der „Tōkyō Shōka Daigaku“ (東京商科大学), der Vorläufereinrichtung der Hitotsubashi-Universität, wobei er als Student die Shōwa-Finanzkrise erlebte. Nach seinem Abschluss trat er der „Industrial Bank of Japan“ (日本興業銀行, Nihon kōgyō ginkō) – oder kurz  „Kōgin“ (興銀) –  bei.
Nach der japanischen Niederlage im Zweiten Weltkrieg stuften die Besatzungsmächte die „Kōgin“ besonders scharf als „kriegstreibende Bank“ ein, aber Nakayama verhandelte beharrlich mit dem GHQ und erreichte schließlich die Wiederzulassung. Das ebnete den Weg zu einer Kreditbank, die langfristige Kredite, Anleihen verwaltete und die Industriefinanzierung bereitstellte. 1947 wurde er im Alter von nur 41 Jahren Direktor der Industrial Bank of Japan.
Als zur Unterstützung des Wiederaufbaus nach dem Krieg die halbstaatliche „Development Bank of Japan“ (日本開発銀行, Nihon kaihatsu ginkō), kurz „Kaigin“ (開発) gegründet wurde, wurde Nakayama zu dieser Bank abgeordnet. Er sorgte mit aller Kraft dafür, dass die „Kaigin“ ihren Zweck erfüllte: nämlich den Wiederaufbau und die Weiterentwicklung der Wirtschaft zu unterstützen. 
1954 kehrte Nakayama als stellvertretender Präsident zur Industrial Bank of Japan zurück, gelangte 1961 an die Spitze und wurde 1968 Vorstandsvorsitzender. Mit Blick auf die Zukunft Japans, eines rohstoffarmen Landes, stellte er 1958 ein Bankdarlehen der „Arabian Oil Company“ (アラビア石油, Arabia sekiyu), einem japanischen Rohölunternehmen, zur Verfügung. Als „Yamaichi Securities“ (山一証券, Yamaichi shōken) 1965 aufgrund der Rezession in eine Geschäftskrise geriet, befürwortete er schnell die Unterstützung der Bank of Japan und führte damit eine Anweisung des Ministerpräsidenten Tanaka Kakuei aus.
Nakayama wirkte 1987 mit bei der Fusion der Reedereien „Tōhō Kaiun“ (東邦海運) und „Nippon Steel Kisen“ (日鉄汽船) zu „Shinwa Kaiun“ (新和海運), 1991 bei der Fusion der Autohersteller Nissan und Prince, 1995 bei der Fusion von Yahata Steel und Fuji Iron & Steel zu Nippon Steel und bei anderen Fusionen. Sein Wirken trug wesentlich zur Verbesserung der internationalen Wettbewerbsfähigkeit der japanischen Industrie bei. Auf Grund seiner Maßnahmen, die zur Wiederbelebung der „Kōgin“ führten, wurde er auch „Kōgin no Chūkō no Sō“ (興銀の中興の祖) – „Vater der Wiedererstehung der Kōgin“ genannt. Zu seinen weiteren Aktivitäten in der Finanzwelt gehörte, dass er von 1957 bis 1983 Sekretär der „Japan Association of Corporate Executives“ (経済同友会; Keizai dōyūkai) war und wurde später Generalsekretär auf Lebenszeit.
Auch nach seinem Ausscheiden als Berater der Industrial Bank of Japan im Jahr 1970 war Nakayama als herausragende Person der Geschäftswelt in vielen Bereichen aktiv. Er verfügte über fundierte Kenntnisse in Bildungsfragen und war Mitglied (stellvertretender Vorsitzender) des „National Council on Educational Reform“ (臨時教育審議会, Rinji kyōiku shingikai). 1983 wurde er erster Präsident der neugegründeten International University of Japan in der Präfektur Niigata, eine Tätigkeit, die er bis 1995 wahrnahm. So wirkte er bis in die letzten Jahre auf dem Gebiet der Bildung mit. Er lehnte die Bitte der Zeitung Nihon Keizai Shimbun ab, seine Lebensgeschichte zu schreiben. Einer seiner Spitznamen war „Soppei san“ (そっぺいさん) – „Herr Salzig“.